# Andriej Jepiszyn
Andriej Siergiejewicz Jepiszyn (ros. Андрей Сергеевич Епишин; ur. 10 czerwca 1981 w Żukowskim) – rosyjski lekkoatleta, sprinter. Srebrny medalista halowych mistrzostw świata, srebrny medalista mistrzostw Europy, dwukrotny wicemistrz uniwersjady, dwukrotny olimpijczyk (Ateny, Pekin).
Jest synem Jekatieriny Podkopajewej, również lekkoatletki i medalistki międzynarodowych imprez lekkoatletycznych.

## Przebieg kariery
W 2002 roku brał udział w pucharze Europy, nie osiągnął podczas tego występu większych sukcesów. Rok później został wicemistrzem uniwersjady w sztafecie 4 × 100 m. Wystąpił na halowych mistrzostwach globu rozgrywanych w Birmingham i Budapeszcie, jednak oba występy w biegu na 60 m kończył w etapie półfinałowym.
W czasie igrzysk olimpijskich brał udział w konkursie biegu na 100 m, który zakończył w fazie ćwierćfinałowej (z czasem 10,29 zajął 7. miejsce w grupie i 29. miejsce wśród wszystkich sprinterów). Był również członkiem rosyjskiej sztafety 4 × 100 m, która odpadła w eliminacjach, uzyskując czas 39,19 plasujący ekipę na ostatnim 8. miejscu w grupie i 15. miejscu wśród wszystkich sztafet (Rosjanie pokonali jedynie lekkoatletów z Holandii, którzy jako jedyni nie ukończyli biegu).
W 2005 roku podczas halowych mistrzostw Europy uplasował się na 4. miejscu w finale konkursu biegu na 60 m. Wziął udział w rozgrywanej w Izmirze uniwersjadzie, na której ponownie zdobył srebrny medal, tym razem wywalczył go indywidualnie w biegu na 100 m. Uczestniczył w halowych mistrzostwach globu w Moskwie, gdzie przed własną publicznością sięgnął po srebrny medal w konkurencji biegu na 60 m. W czasie europejskiego czempionatu w Göteborgu zdobył srebrny medal w biegu na 100 m.
W ramach igrzysk olimpijskich w Pekinie wziął udział w konkursie biegu na 100 m, który zakończył w etapie ćwierćfinałowym – uzyskał on czas 10,25 plasujący zawodnika na 6. miejscu w grupie i 24. miejscu wśród wszystkich zgłoszonych do konkursu sportowców.
Po raz ostatni w zmaganiach lekkoatletycznych wystąpił w lipcu 2010 roku podczas rozgrywanych w Sarańsku mistrzostw kraju, na których zajął 4. miejsce w finale biegu na 100 m.

## Osiągnięcia
| Rok     | Zawody                       | Miasto     | Miejsce | Konkurencja        | Wynik |
| ------- | ---------------------------- | ---------- | ------- | ------------------ | ----- |
| 2002    | Puchar Europy                | Annecy     | 7.      | bieg na 100 m      | 10,49 |
| 2002    | Puchar Europy                | Annecy     | 4.      | sztafeta 4 × 100 m | 39,10 |
| 2003    | Halowy puchar Europy         | Lipsk      | brąz    | bieg na 100 m      | 6,70  |
| 2003    | Halowe mistrzostwa świata    | Birmingham | 8. SF   | bieg na 60 m       | 6,77  |
| 2003    | Puchar Europy                | Florencja  | 6.      | bieg na 100 m      | 10,60 |
| 2003    | Uniwersjada                  | Daegu      | srebro  | sztafeta 4 × 100 m | 39,67 |
| 2004    | Halowe mistrzostwa świata    | Budapeszt  | 4. SF   | bieg na 60 m       | 6,63  |
| 2004    | Puchar Europy                | Bydgoszcz  | 5.      | bieg na 100 m      | 10,62 |
| 2004    | Igrzyska olimpijskie         | Ateny      | 7. QF   | bieg na 100 m      | 10,29 |
| 2004    | Igrzyska olimpijskie         | Ateny      | 8. H    | sztafeta 4 × 100 m | 39,19 |
| 2005    | Halowe mistrzostwa Europy    | Madryt     | 4.      | bieg na 60 m       | 6,65  |
| 2005    | Puchar Europy                | Florencja  | 4.      | bieg na 100 m      | 10,26 |
| 2005    | Puchar Europy                | Florencja  | DNF     | sztafeta 4 × 100 m | N/A   |
| 2005    | Uniwersjada                  | Izmir      | srebro  | bieg na 100 m      | 10,43 |
| 2006    | Halowe mistrzostwa świata    | Moskwa     | srebro  | bieg na 60 m       | 6,52  |
| 2006    | Puchar Europy                | Malaga     | brąz    | bieg na 100 m      | 10,19 |
| 2006    | Mistrzostwa Europy           | Göteborg   | srebro  | bieg na 100 m      | 10,10 |
| 2006    | Mistrzostwa Europy           | Göteborg   | 4. H    | sztafeta 4 × 100 m | 39,31 |
| 2006    | Puchar świata                | Ateny      | 7.      | bieg na 100 m      | 10,27 |
| 2006    | Puchar świata                | Ateny      | 4.      | sztafeta 4 × 100 m | 38,78 |
| 2007    | Puchar Europy                | Monachium  | 7.      | bieg na 100 m      | 10,51 |
| 2008    | Halowy puchar Europy         | Moskwa     | srebro  | bieg na 60 m       | 6,62  |
| 2008    | Halowe mistrzostwa świata    | Walencja   | 8.      | bieg na 60 m       | 6,70  |
| 2008    | Igrzyska olimpijskie         | Pekin      | 6. QF   | bieg na 100 m      | 10,25 |
| 2010    | Drużynowe mistrzostwa Europy | Bergen     | 1. fB   | bieg na 100 m      | 10,40 |
| 2010    | Drużynowe mistrzostwa Europy | Bergen     | 4.      | sztafeta 4 × 100 m | 39,32 |
| Źródło: |                              |            |         |                    |       |

Dziewięć razy w karierze zostawał mistrzem swego kraju, w tym pięciokrotnie podczas halowego czempionatu.

## Rekordy życiowe
- bieg na 100 m – 10,10 (8 sierpnia 2006, Göteborg) =
- bieg na 200 m – 21,22 (29 maja 2005, Lagos)
- sztafeta 4 × 100 m – 38,78 (16 września 2006, Ateny)

Halowe
- bieg na 60 m – 6,52 (10 marca 2006, Moskwa) =
- bieg na 200 m – 21,59 (20 stycznia 2001, Moskwa)

Źródło: 